# Tomás Alejo Concepción
Mons. Tomás Alejo Concepción (* 15. června 1963, Villa Tapia) je dominikánský římskokatolický duchovní a biskup San Juan de la Maguana.

## Život
Narodil se 15. června 1963 v Santa Ana (Villa Tapia).
Teologii a filosofii studoval v Papežském semináři svatého Tomáše Akvinského. Na Pontificia Universidad Católica Madre y Maestra získal licenciát teologie a filosofie. Následně studoval misiologii na Interkontinentální univerzitě v Ciudad de México. Dne 7. srpna 1993 byl biskupem Gabrielem Antoniem Camilem Gonzálezem vysvěcen na kněze a inkardinován do diecéze La Vega.
Po vysvěcení se stal farním vikářem a ředitelem Papežského misijního díla. Následně založil a řídil školu Politécnico Arzobispo Juan Antonio Flores Santana. Zastával funkci vedoucího diecézního liturgického úřadu a faráře ve farnosti Panny Marie Fatimské.
Dne 7. listopadu 2020 jej papež František jmenoval biskupem San Juan de la Maguana. Biskupské svěcení přijal 16. ledna 2021 z rukou arcibiskupa Ghaleba Moussy Abdalla Badera a spolusvětiteli byli biskup José Dolores Grullón Estrella a biskup Fausto Ramón Mejía Vallejo.